# Massimo Scalia
Massimo Scalia (Roma, 27 maggio 1942 – Roma, 11 dicembre 2023) è stato un fisico, politico e attivista italiano, tra i padri dell'ambientalismo in Italia.
Il suo nome è legato alle battaglie contro il nucleare e per le fonti rinnovabili.

## Biografia
Insegnò fisica matematica al Dipartimento di Matematica della Sapienza Università di Roma. Fondatore della Lega per l'Ambiente, ora Legambiente, fu tra i primi parlamentari delle Liste Verdi eletti negli anni ottanta, poi capogruppo e ancora primo presidente della Commissione bicamerale d'inchiesta sul ciclo dei rifiuti, la cosiddetta Ecomafia. 
Si deve a Scalia e a Gianni Mattioli, con pochi altri, la nascita dell’ambientalismo scientifico in Italia. Il loro nome rimane legato alle battaglie contro il nucleare, per il risparmio energetico e per le energie rinnovabili. Fondatori del “Comitato per il Controllo delle Scelte Energetiche” alla fine degli anni Settanta, furono fra i padri di QualEnergia, che come rivista nacque nel 1981. Il suo ultimo articolo apparve pochi giorni prima della morte, pubblicato sempre insieme a Gianni Mattioli.
Dopo l'esperienza nei Verdi fu tra i fondatori e i dirigenti nazionali degli Ecologisti Democratici e del Movimento Ecologista.